# Petr Dráber
Petr Dráber (* 18. března 1951) je český imunolog specializující se především na výzkum žírných buněk. Působí v Ústavu molekulární genetiky AV ČR, v.v.i. V současné době je ředitelem ústavu a vedoucím Oddělení signální transdukce.